# Кревик (Мерт и Мозел)
Кревик (фр. Crévic) насеље је и општина у североисточној Француској у региону Лорена, у департману Мерт и Мозел која припада префектури Линевил.
По подацима из 2011. године у општини је живело 932 становника, а густина насељености је износила 87,18 становника/km². Општина се простире на површини од 10,69 km². Налази се на средњој надморској висини од 220 метара (максималној 315 m, а минималној 205 m).

## Демографија
| 1962. | 1968. | 1975. | 1982. | 1990. | 1999. | 2011. |
| ----- | ----- | ----- | ----- | ----- | ----- | ----- |
| 793   | 807   | 728   | 852   | 859   | 917   | 932   |

График промене броја становника у току последњих година